# STX Europe
STX Europe (anciennement Aker Yards jusqu'au 3 novembre 2008), est un constructeur naval européen de paquebots et ferries en France. C'est une holding dont le siège est situé en Norvège qui fait partie de STX Offshore & Shipbuilding, intégrante du chaebol sud-coréen STX Corporation dont la situation financière reste fragile.

## Historique
En 1989, le chantier finlandais Wärtsilä Meriteollisuus fait faillite : une nouvelle société  est constituée, rachetée en 1991 par Kværner, qui devient Kværner Masa-Yards.
En 1991, d'autres chantiers de construction navale finlandais Hollming et Rauma-Repola à Rauma fusionnent eux aussi pour former Finnyards, et sont également rachetés en 2005 par Kværner.

### Du groupe RGI à STX Europe
En 1996, le jeune groupe RGI constitué par Kjell Inge Røkke fusionne avec les anciens chantiers navals Aker. En 2001, Aker prend le contrôle des chantiers de Tulcea au Brésil et de Kværner, leader norvégien de l'offshore pétrolier disposant de chantiers navals en Norvège (Florø) et en Finlande alors en quasi-faillite après un mauvais investissement.
En février 2002, un rapprochement des activités a lieu entre Aker et Kværner (Kværner Masa-Yards, Aker Finnyards).
Au printemps 2004, l'ensemble des activités de construction navale d'Aker qui comprend également deux chantiers en Allemagne et celles de Kvaerner (Kværner Masa-Yards, Aker Finnyards) sont regroupées pour former Aker Yards, une filiale est mise sur pied en Roumanie, et entre à la bourse d'Oslo à la même occasion.
Le 7 juin 2006, Aker Yards reprend Alstom marine (aujourd'hui STX France) dans le but de former un nouveau géant mondial de la construction navale. Il dispose alors de treize chantiers navals en Europe et dans le monde, en Norvège (Aukra, Florø,Brattvåg, Brevik, Søviknes), en Finlande (Helsinki, Rauma et Turku), en France (Saint-Nazaire et Lorient) et Offshore & Specialized Vessels en Roumanie (Brăila, Tulcea) et au Brésil (Niterói). Une filiale est mise sur pied à Vũng Tàu au Vietnam.
L'homme d'affaires norvégien Kjell Inge Røkke à la tête d'Aker, la maison-mère d'Aker Yards, décide de se séparer des chantiers navals. Après avoir réduit sa participation de 75 % à 40,1 % entre l'été 2006 et l'hiver 2007, puis Aker ASA vend le reste de ses actions en mars 2007.
Dans la nuit de lundi 22 octobre au mardi 23 octobre 2007, le groupe coréen STX Offshore & Shipbuilding via STX Business, reprend par surprise 39,2 % du capital d'Aker Yards en flottant à la bourse d'Oslo pour 560 millions d'euros,. Le 5 mai 2008 la Commission européenne après six mois d'enquête approfondie donne son feu vert à l'acquisition de 39,2 % du constructeur naval Aker Yards par la société sud-coréenne STX Offshore & Shipbuilding pour 800 millions de dollars. Au cours du mois le 5 août 2008 sa participation monte à 92,46 % du capital, Aker Yards est rebaptisé STX Europe le 3 novembre 2008. Enfin STX Business reprend 100 % du capital en janvier 2009. En février 2009, une fois les actions restantes négociées, STX Europe (STXEUR) choisit de se retirer de la bourse d'Oslo puis conserve une majorité de 50,75 % d'Offshore & Specialized Vessels rebaptisé STX OSV holding. Le reste, 49,5 %, est mis en flottante à la bourse de Singapour.
En 2008, le groupe Wadan Yards qui possède deux chantiers en Allemagne (de:Nordic Yards) à Wismar et Warnemünde et un en Ukraine Mykolaïv dont STX Europe détient 100 % des parts est en faillite. En juillet 2008, STX Europe cède 70 % de ses parts à un fonds d'investissement russe, FLC West, pour freiner ses pertes financières, puis en 2009 le reste de ses parts 30 % à Mandataria Finance SA.
En 2010, STX Finland et le groupe russe United Shipping Corporation s'associe afin de créer une filiale commune, spécialisée dans le développement de technologies arctiques. La nouvelle société (50 % STX/50 % USC), baptisée Arctech Helsinki Shipyard, absorbe le chantier d'Helsinki, qui était alors l'un des trois établissements finlandais de STX.
La société mère STX Corporation cherchant à améliorer sa structure financière en vendant des filiales étrangères indique avoir signé le 6 décembre 2012 avec le groupe norvégien Westcon un engagement de rachat auprès STX Europe STX Norway comprenant STX Norway Florø AS qui construit des navires et des plates-formes offshore et STX Norway Design Florø (créé en 1985), après approbation des autorités de la concurrence norvégienne le 1er janvier 2013 le groupe norvégien Westcon devient le nouveau propriétaire de ces deux entités qui deviennent Westcon Yard Florø et Westcon Design Florø.
Puis en janvier 2013, STX Europe vend sa filiale STX OSV Holding (anciennement Offshore & Specialized Vessels) au groupe public italien Fincantieri via Fincantieri Oil & Gas pour 455 million d'euros dont il détient 50,75 % à la bourse de Singapour. L'entité dont le siège est en Norvège, est rebaptisée Vard, elle comprend dix chantiers en Norvège (Aukra, Brattvåg, Brevik, Langsten et Søviknes), en Roumanie (Brăila, Tulcea), au Brésil (Niterói et le nouveau site de Fortaleza) et un au Vietnam (Vũng Tàu).
Le 16 septembre 2013, STX Finland a annoncé que le chantier naval de Rauma, qui n'a pas reçu de commandes de navires depuis plusieurs années, allait fermer ses portes à la fin de juin 2014. Selon la compagnie, qui n'avait pas fait de profit depuis six années consécutives, était la seule façon de garantir la survie de l'industrie de la construction navale en Finlande. Lorsque le chantier a fermé, environ six cents personnes ont perdu leur emploi. 
Le 22 janvier 2014, la ville de Rauma a acheté le chantier naval STX de Rauma pour 18,1 millions d'euros. Une utilisation potentielle pour le site est un parc d'activités liées au domaine maritime. Cependant, il est peu probable que la construction navale va continuer à Rauma.
Le 13 mars 2014, le sud-coréen STX annonce vendre les chantiers STX Europe (donc Saint-Nazaire, Lorient et Turku) au mois de juin 2014.
Le 3 août 2014, STX vend STX Finland et le chantier de Turku à son concurrent Meyer Werft, le chantier est alors renommé Meyer Turku Shipyard. 
Le 30 décembre 2014, STX vend ses 50 % de parts du groupe Artech à l'autre cofondateur, le Russe United Shipping Corporation, qui devient actionnaire à 100 %, du chantier spécialiste de technologies arctiques. STX Finland a alors été totalement démantelé.
En septembre 2017, Fincantieri reprend 50 % des chantiers STX France comprenant les Chantiers de l'Atlantique, + 1 % prêté par l’état Français sur une durée de douze ans. Naval Group entre au capital avec l'objectif  d'entamer les négociations pour une alliance avec Fincantieri.

### Identité visuelle

Logo d'Aker Yards.
Logo de STX Europe à partir de novembre 2008.

## Activités
STX Europe est spécialisée dans la construction de paquebots de croisières, ferry, brise-glace et autres navires spécialisés tels que des navires militaires, navire océanographique, plates-formes pétrolières, etc. Il employait en 2008 16 000 salariés répartis dans quinze chantiers navals Norvège, en Finlande, en Roumanie, au Brésil, au Vietnam et STX France (chantiers de l'Atlantique et de Leroux Naval à Lorient après acquisition auprès d'Alstom en 2006). En 2013, STX Europe se sépare des deux tiers de ses chantiers navals, STX Norway est vendue à Westcon et sa filiale STX OSV holding est vendue à Fincantieri. Ne restent que quatre sites de fabrication, deux en Finlande, et STX France (chantiers de l'Atlantique et de Leroux Naval à Lorient). Après la vente des chantiers de Turku et de Lorient, STX Europe ne possède plus qu'un site, celui de Saint-Nazaire, qui sera également bientôt vendu.
En 2005, son chiffre d'affaires s'est élevé à 16,6 milliards de couronnes norvégiennes. En 2006, il est d'environ treize milliards d'euros.

## Direction
- 2001 - 2007 : Kjell Inge Røkke,
- jusqu'en juin 2007 : Karl Erik Kjelstadt[1],
- juin 2007 - mars 2008 : Yrjö Julin[1],
- depuis 2009 : Su-Jou Kimm.

## Actionnaires
À partir du 23 octobre 2007, Aker Yards, mis en vente par sa maison mère Aker, est rachetée par surprise par l'entreprise sud-coréenne STX Offshore & Shipbuilding qui s'empare pour 800 millions de dollars, de 39,2 % du capital par la bourse. En août 2008, STX Offshore & Shipbuilding porte sa participation à 92,46 % du capital, enfin à 100 % en janvier 2009.